# Alice Oseman
Alice Oseman (ur. 16 października 1994 w Kent) – brytyjska autorka powieści young adult fiction. Swoją pierwszą umowę wydawniczą zawarła w wieku 17 lat, a jej pierwsza powieść Solitaire ukazała się w 2014. Jest również autorką Radio Silence, I Was Born For This, Loveless oraz komiksu internetowego Heartstopper. Jej powieści koncentrują się na współczesnym życiu nastolatków w Wielkiej Brytanii i otrzymały kilka nagród: m.in. Inky Awards i United By Pop Awards.

## Wczesne życie i edukacja
Oseman urodziła się w Chatham, w hrabstwie Kent, dorastała w wiosce niedaleko Rochester wraz z młodszym bratem Williamem i uczęszczała do Rochester Grammar School. W 2016 Oseman ukończyła studia licencjackie w zakresie literatury angielskiej na Uniwersytecie Durham.

## Kariera
Debiutancka powieść Oseman Solitaire została wydana przez HarperCollins w 2014 w wyniku wojny przetargowej. Opowiada ona historię Tori Spring, pesymistycznej nastolatki, która poznaje Michaela, swoje przeciwieństwo – niewiarygodnego optymistę. Razem próbują odkryć, kto stoi za psikusami w ich szkole, które w miarę upływu czasu stają się coraz poważniejsze. Wśród innych bohaterów jest jej brat Charlie, który cierpi na poważne zaburzenia odżywiania i jest szerzej opisany w komiksie internetowym Oseman Heartstopper. Powieść porusza takie tematy, jak przyjaźń, problemy zdrowia psychicznego, zaburzenia odżywiania i związki LGBT+.
Oseman opublikowała dwie nowele oparte na postaciach z Solitaire zatytułowane Nick i Charlie (lipiec 2015) oraz This Winter (listopad 2015). Obie zostały opublikowane przez HarperCollins Children’s Books.
W 2016 Oseman opublikowała swoją drugą powieść Radio Silence. Jej bohaterką jest Frances Janvier, ambitna dziewczyna, której życie kręci się wokół przyjęcia do Cambridge, która poznaje nieśmiałego twórcę swojego ulubionego podcastu, Aleda Lasta. Głównymi tematami powieści są presja akademicka oraz związki i tożsamość osób LGBT+. Oseman otwarcie mówiła w wywiadach, że doświadczenia Frances w Radio Silence były podobne do jej własnych szkolnych nacisków i późniejszego rozczarowania uczelnią po zakończeniu nauki na Durham University. Powieść została doceniona za przedstawienie postaci o różnym pochodzeniu etnicznym, płci i orientacji seksualnej. Oseman często pisała na swoim blogu o tym, jak ważne jest pisanie w sposób zróżnicowany, a w wywiadach o Sollitare mówiła o braku różnorodności. Powieść zdobyła w 2017 nagrodę Silver Inky Award w dziedzinie literatury dla młodych dorosłych.
Trzecia książka Oseman zatytułowana I Was Born For This ukazała się w maju 2018 roku. Przedstawia ona losy Fereshteh „Angel” Rahimi i Jimmy’ego Kaga-Ricci. Historia opowiada o zespole The Ark i ich fandomie, ze szczególnym uwzględnieniem fandomu wśród nastolatków. Jeden z recenzentów powiedział, że książka zawiera przesłanie, że można być częścią fandomu, ale trzeba się upewnić, że się w nim nie zatracimy, a bycie skrajnym fanem może sprawić, że ci, którzy są w centrum uwagi, nie poczują, że mogą być sobą.
Oseman jest również autorką i twórczynią komiksu internetowego Heartstopper, który opowiada o romantycznym związku Charliego Springa (brata Tori Spring) i Nicka Nelsona, którzy są postaciami występującymi w Solitare. Pierwsze cztery tomy komiksu zostały zakupione przez Hachette Children’s Group. Tom pierwszy został wydany w październiku 2018 roku, tom drugi w lipcu 2019 roku, tom trzeci w lutym 2020 roku, a tom czwarty w maju 2021 roku.
Powieści Oseman chwalono za to, że są „relatable” i realistycznie przedstawiają współczesne życie nastolatków. Jej pierwsza książka Solitaire była szczególnie chwalona ze względu na jej młody wiek w momencie zawierania umowy wydawniczej, co przyczyniło się do udzielenia wywiadu dla BBC Breakfast w dniu 22 lipca 2014.
W 2018, aby uczcić wydanie trzeciej powieści young adult I Was Born For This, wszystkie opublikowane książki Oseman otrzymały nowe, dopasowane okładki. Przeprojektowane okładki zostały wydane w maju, wraz z nową książką.
W lipcu 2020 Oseman opublikowała Loveless, powieść dla młodzieży opartą na jej własnych doświadczeniach z czasów studiów.

## Adaptacje
See-Saw Films nabyło prawa telewizyjne do Heartstopper w 2019 roku. 20 stycznia 2021 roku ujawniono, że Netflix zamówił serię telewizyjnej adaptacji Heartstopper, do której scenariusz napisze Oseman, a reżyserią zajmie się Euros Lyn. Producentem wykonawczym jest Patrick Walters z See-Saw Films. Kit Connor i Joe Locke grają odpowiednio rolę Nicka i Charliego. Premiera serialu odbyła się 22 kwietnia 2022 roku.

## Życie prywatne
Podczas promocji Loveless, Oseman otworzyła się na temat tego, że jest aromantyczna i aseksualna. Oseman używa zaimków she/they.

## Twórczość
- Solitaire (2014)
- Nick and Charlie (2015)
- This Winter (2015)
- Radio Silence (2016)
- I Was Born For This (2018)
- Loveless (2020)
- Heartstopper
  - Heartstopper: Volume 1 (2019)
  - Heartstopper: Volume 2 (2019)
  - Heartstopper: Volume 3 (2020)
  - Heartstopper: Volume 4 (2021)
  - Heartstopper: Volume 5 (2023)

## Nagrody i nominacje
| Rok  | Nagroda                 | Kategoria                           | Utwór                  | Wynik   |
| ---- | ----------------------- | ----------------------------------- | ---------------------- | ------- |
| 2017 | Inky Awards             | Silver Inky (International Fiction) | Radio Silence          | Wygrana |
| 2018 | United By Pop Awards    | YA Book of the Year                 | I Was Born For This    | Wygrana |
| 2020 | Goodreads Choice Awards | Best Graphic Novels & Comics        | Heartstopper: Volume 3 | Wygrana |
| 2021 | The Bookseller Awards   | YA Book of the Year                 | Loveless               | Wygrana |